# 462

## Събития
Статуята на Зевс изгаря в двореца на императора Теодосий II в Константинопол.